# فريدريك بيكر (مخرج)
فريدريك بيكر (بالإنجليزية: Frederick Baker)‏ هو مخرج بريطاني، ولد في 26 يناير 1965 في سالزبورغ في النمسا.

## وصلات خارجية
- فريدريك بيكر على موقع IMDb (الإنجليزية)
- فريدريك بيكر على موقع ألو سيني (الفرنسية)
- فريدريك بيكر على موقع أول موفي (الإنجليزية)
- فريدريك بيكر على موقع قاعدة بيانات الفيلم (الإنجليزية)
- فريدريك بيكر على موقع كينوبويسك (الروسية)